# Jan Němec (politik)
Jan Němec (21. prosince 1913 Jindřichův Hradec – 13. března 2002) byl český a československý politik Československé sociální demokracie, po roce 1948 Komunistické strany Československa, poslanec Ústavodárného Národního shromáždění, Národního shromáždění ČSR, Národního shromáždění ČSSR, Sněmovny lidu Federálního shromáždění a České národní rady, za normalizace ministr spravedlnosti České socialistické republiky.

## Biografie
Narodil se roku 1913 v Jindřichově Hradci. Roku 1932 maturoval na gymnáziu v Jindřichově Hradci. Absolvoval Právnickou fakultu University Karlovy v Praze.
V období let 1945–1948 byl předsedou Místního národního výboru v Hradci Králové. Byl členem ČSSD. Během únorového převratu v roce 1948 patřil v rámci sociální demokracie, ze které byl výkonným výborem strany 23. února 1948 vyloučen, k frakci loajální vůči KSČ, která v sociálně demokratické straně převzala moc a v červnu 1948 se sloučila s KSČ.
Zastával vysoké vládní a stranické funkce. Po sloučení ČSSD s KSČ byl v červnu 1948 kooptován za člena Ústředního výboru Komunistické strany Československa. XII. sjezd KSČ ho zvolil kandidátem ÚV KSČ a XIII. sjezd KSČ, XIV. sjezd KSČ a XV. sjezd KSČ ho opětovně zvolil členem ÚV KSČ. Ve vládě Josefa Kempného a Josefa Korčáka, druhé vládě Josefa Korčáka a třetí vládě Josefa Korčáka byl v letech 1969–1981 ministrem spravedlnosti České socialistické republiky. Angažoval se rovněž ve Svazu československo-sovětského přátelství, kde působil v letech 1961–1970 jako jeho ústřední tajemník, v letech 1970–1982 jako místopředseda jeho ústředního výboru a v letech 1970–1982 i coby předseda české sekce této organizace. V roce 1960 a znovu v letech 1963 a 1968 mu byl udělen Řád práce a v roce 1973 Řád Vítězného února.
Opakovaně zasedal i v nejvyšších zákonodárných sborech. Po parlamentních volbách v roce 1946 byl zvolen poslancem Ústavodárného Národního shromáždění za ČSSD. Mandát ale nabyl až dodatečně v dubnu 1948 jako náhradník poté, co rezignoval poslanec Vilém Bernard. V parlamentu setrval jen krátce do konce funkčního období, tedy do voleb do Národního shromáždění roku 1948, v nichž byl zvolen do Národního shromáždění za ČSSD ve volebním kraji Hradec Králové (od června 1948 přešel do poslaneckého klubu KSČ). V parlamentu zasedal do konce funkčního období, tedy do voleb do Národního shromáždění roku 1954. Znovu se v parlamentu objevil až po volbách do Národního shromáždění roku 1964 (nyní jako poslanec Národního shromáždění ČSSR). Zasedal zde do konce funkčního období roku 1968, kdy se v souvislosti s federalizací Československa přesunul do Sněmovny lidu Federálního shromáždění. Zde působil do roku 1971. Pak byl ve volbách v roce 1971, volbách v roce 1976 a volbách v roce 1981 volen za poslance České národní rady, kde setrval až do konce funkčního období, tedy do voleb v roce 1986.
Ve funkci ministra spravedlnosti ČSSR zrušil Výzkumný ústav penologický v Praze (VÚP),
ústav registrovaný Československou Akademií věd jako resortní výzkumný ústav Sboru nápravné výchovy ČSR, který řídil průkopník novodobé české penologie doc. PhDr. Jiří Čepelák, CSc. (* 23. 1. 1915 Jílovice,† 23. 10. 1989 Praha), klinický psycholog a sociolog ovlivněný americkým behaviorismem. Ústav vznikl 1. 12. 1966, ovšem k 31. 12. 1980 jej Němec pod záminkou rušení neefektivních vědeckých pracovišť zrušil, čímž byla ve vězeňství ochromena odborná činnost a zastaveny pozitivní trendy dané dílčí reformou vězeňství z roku 1968.
| Ministr spravedlnosti ČR v rámci federace | Ministr spravedlnosti ČR v rámci federace | Ministr spravedlnosti ČR v rámci federace |
| ----------------------------------------- | ----------------------------------------- | ----------------------------------------- |
| Předchůdce: Václav Hrabal                 | 1969–1981 Jan Němec (politik)             | Nástupce: Antonín Kašpar                  |